# Alter Leuchtturm Kyrenia
Der alte Leuchtturm von Kyrenia (Girne) auf der Mittelmeerinsel Zypern steht im alten Stadthafen, der heute nur noch von Yachten und kleineren Booten genutzt wird. Er entstand mit dem Bau der Westmole in den Jahren 1886 bis 1891 und markierte deren Ende. Mit der Verlängerung der Mole verlor der Leuchtturm seine Funktion und wurde 1963 stillgelegt.
Der runde, sich nach oben konisch verjüngende Turm ist aus Naturstein gebaut und nicht verputzt. Er trug früher eine rote Laterne.

## Einzelnachweise

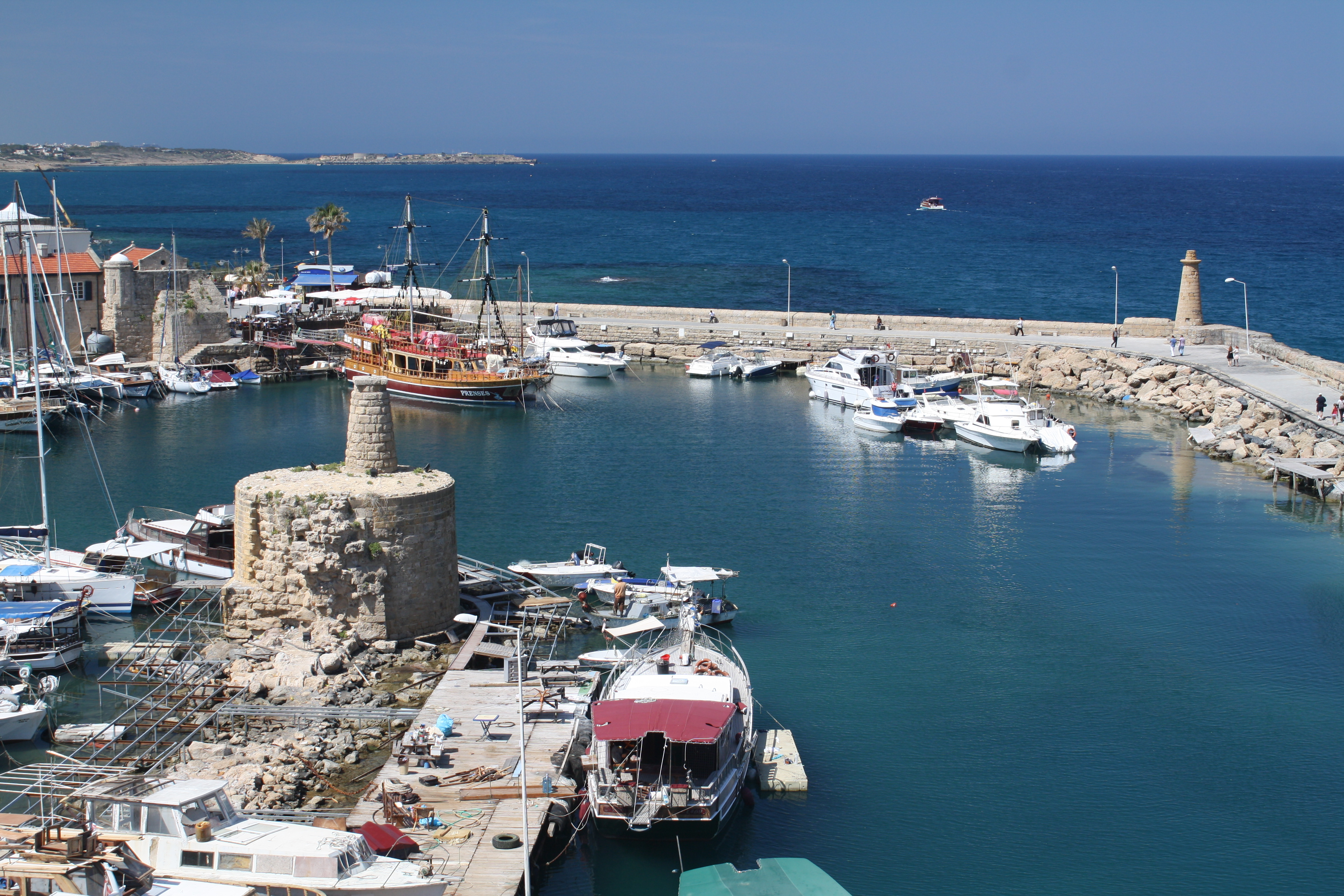
Der Leuchtturm auf der Mole im alten Hafen von Girne.